# Scutinanthe brevisepala
Scutinanthe brevisepala är en tvåhjärtbladig växtart som beskrevs av Leenh.. Scutinanthe brevisepala ingår i släktet Scutinanthe och familjen Burseraceae. Inga underarter finns listade i Catalogue of Life.